# Øen (realityshow)
 For alternative betydninger, se Øen. (Se også artikler, som begynder med Øen)
Øen med undertitlen Øen - en ny begyndelse er et dansk realityshow sendt første gang på DR1 i år 2019. Programmet er bygget over det britiske format The Island with Bear Grylls.
Anden sæson af Øen blev udsendt i 2021.
Endnu en version, Øen VIP, blev udsendt på streamingtjenesten Discovery+ i 2023.

## Konceptet
Serien beskriver sig selv som et socialt eksperiment over hvad sker der, når en gruppe helt almindelige danskere uden forhåndskundskaber udi overlevelse fratages det moderne livs bekvemmeligheder og skal leve på en ø uden civilisation i 30 dage. Deltagerne efterlades helt alene på en øde ø i Stillehavet, kun med vand nok til at klare sig i det første døgn. Allerede fra dag ét skal de i fællesskab bygge et nyt samfund op fra bunden, og de skal på egen hånd finde ly, vand og føde til at klare sig selv en måned.
Et antal af programmets deltagere er professionelle fotografer som dog deltager på lige fod med de øvrige deltagere. Alle deltagere filmer desuden på skift via fastspændte kropskameraer.
I modsætning til realityshows som Robinson-ekspeditionen, er Øen ikke tilrettelagt som et klassisk gameshow med dyster, udfordringer eller udstemning af deltagerne.
Programmets tagline: "Det er først når vi presses til det yderste, at vi mennesker finder ud af, hvem vi er."

## Deltagere
Sæson 1.
| Navn                   | Alder | Fra            | Udgået        |
| ---------------------- | ----- | -------------- | ------------- |
| Dennis Johansen        | 37 år | Bjæverskov     | -             |
| Henrik Fredsøe         | 52 år | Snedsted       | -             |
| Jacob Møller           | 39 år | København      | -             |
| Jakob Z.               | 47 år | Karrebæksminde | -             |
| Jesper Bloksgaard      | 46 år | København      | -             |
| Johnny Lindrup Nielsen | 44 år | Hjørring       | Ep. 2 (Dag 5) |
| Katja Acker            | 29 år | Odense         | -             |
| Lise Lotte Christensen | 49 år | Holmegaard     | -             |
| Louise Ekelund Rømer   | 39 år | Solrød Strand  | -             |
| Louise Paulsen         | 39 år | København      | -             |
| Maria Andersen         | 32 år | København      | -             |
| Mathias Alrø Iversen   | 20 år | Østbirk        | -             |
| Peter Folmann          | 28 år | Stubbekøbing   | -             |
| Rikke Juul Bojko       | 27 år | Hillerød       | -             |

Sæson 2.
Som noget nyt i anden sæson er deltagerne fra start splittet op i to selvsændige grupper. I sæsonens første episode ankommer de i gummibåde til hver sin side af øen. De er herefter frie til at finde hinanden og slå sig sammen i én stor gruppe.
| Gruppe 1                    | Gruppe 1 | Gruppe 1    | Gruppe 1 |
| Navn                        | Alder    | Fra         | Udgået   |
| --------------------------- | -------- | ----------- | -------- |
| Andreas Jack                | 23 år    | -           | Ep. 3    |
| Charlotte Dybdahl Winther   | 39 år    | Køge        | -        |
| Jan Gehrt                   | 53 år    | -           | -        |
| Jeppe Melchiorsen           | 43 år    | -           | -        |
| Monica Kozon                | 29 år    | -           | -        |
| Oliver Nani                 | 27 år    | Aarhus      | -        |
| Reyhan "Rey" Yousefi Bødker | 26 år    | -           | -        |
| Gruppe 2                    |          |             |          |
| Navn                        | Alder    | Fra         | Udgået   |
| Alexander Frydendahl        | 45 år    | Hvide Sande | -        |
| Gitte Busk-Clausen          | 61 år    | -           | -        |
| Karin Rosa Fallah           | 24 år    | Herning     | -        |
| Maria Helander              | 24 år    | Aarhus      | -        |
| My Buemann                  | 34 år    | København   | -        |
| Nikolaj Due                 | 38 år    | -           | -        |
| Thomas Krogh                | 40 år    | -           | -        |

Øen VIP
Øen VIP udsendtes på streamingtjenesten Discovery+ i 2023. I denne version af formatet, består deltagerne af en gruppe på otte danske kendisser, foruden tre kamerafolk der deltog på samme vilkår som de øvrige deltagere. De blev sat i land fra en båd ud for Isla Gibraleóns østlige side. Med sig havde de to tanke med hver 25 liter vand. Deltagerne havde inden programmets start modtaget et grundlæggende overlevelseskursus.
| Navn                 | Alder | Profession   | Udgået |
| -------------------- | ----- | ------------ | ------ |
| Sebastian Bull       | 27 år | Skuespiller  | -      |
| Philine Roepstorff   | 30 år | Influencer   | -      |
| Thomas Rode Andersen | 55 år | Kok          | -      |
| Rune Glifberg        | 48 år | Skateboarder | -      |
| Charlotte Bøving     | 55 år | Læge         | Eps. 4 |
| Frederik Nonnemann   | 32 år | Danser       | -      |
| Oliver Bjerrehus     | 47 år | Model        | -      |
| Mille Gori           | 34 år | Tv-vært      | -      |

## Værter
Sæson 1: Christian Bøving, læge og orlogskaptajn i den danske flåde, der har været udstationeret i Kosovo og Afghanistan. Har desuden været læge for de danske specialstyrker, samt skibslæge på Kongeskibet Dannebrog.
Sæson 2 har ingen vært; programmet kommenteres løbende af en speaker.
Øen VIP: Som i sæson 2 har programmet ingen egentlig vært, men kommenteres løbende af en speaker.

## Lokationer
Sæson 1, 2 og VIP blev optaget på øerne Isla Gibraleón og Isla Bayoneta 8°30′26.832″N 79°3′13.018″V / 8.50745333°N 79.05361611°V, beliggende i øgruppen Pearl Islands i Panamabugten omtrent 70 km sydøst for Panamas hovedstad, Panama City.